# Raia-manta-de-eregoodoo
A raia-manta-de-eregoodoo (Mobula eregoodootenkee), também conhecida como jamanta-de-eregoodoo, é uma espécie de peixe cartilaginoso pelágico que habita águas quentes do Indo-Pacífico. Assim como outras espécies de raias-manta (Mobula spp.), a raia-manta-de-eregoodoo têm o costume de nadar de boca aberta para capturar suas presas que são pequenos crustáceos e ovas de peixes que flutuam na coluna d'água.
São animais que geralmente não temem o ser humano, sendo totalmente inofensivas ao ser humano, ao se sentir ameaçada, nadam a uma velocidade de até 24km/h. Por serem animais grandes e dóceis, sofrem com a pesca acidental e artesanal, principalmente com redes de arrasto que são puxadas do fundo até a superfície.
A raia-manta-de-Eregoodoo é nativa da região Indo-Pacífica, tendo registros no Mar Vermelho, Golfo de Aqaba para Omã até Singapura, Palawan, sul das Filipinas para a Indonésia até a costa de Queensland, Austrália.